# إي. روث أندرسون
إي. روث أندرسون (بالإنجليزية: E. Ruth Anderson)‏ هي عالمة أرصاد أمريكية، ولدت في 23 يونيو 1907، وتوفيت في 24 نوفمبر 1989.